# Steven van Groningen (musicus)
Steven van Groningen (Deventer, 23 juni 1851 – Laren (Noord-Holland), 25 maart 1926) was een Nederlands pianist, componist en muziekpedagoog.
Hij was zoon van koopman Simon Henri van Groningen en Hendrika van Delden. Hij trouwde met Johanna Margaretha van Koningsveld, dochter van kunstschilder, fotograaf Jacobus van Koningsveld en fotografe Lucie Blachet. Hun dochter Loes van Groningen, geboren in Zwolle, werd kunstschilderes. Hij werd begraven nabij de Sint Janskerk in Laren.
Hij leerde aan de HBS, waar Ir. Rudolf Adriaan van Sandick lesgaf. Ondertussen probeerde hij het pianospel onder de knie te krijgen, hij speelde bijvoorbeeld voor voor bij Anton Rubinstein, concerterend in Nederland. Die raadde hem aan verder te gaan in het pianospel. Echter een onzeker kunstenaarsbestaan zag Van Groningen niet zitten. Hij ging vanaf 1870 chemie studeren aan de Polytechnische School te Delft, alwaar hij gediplomeerd technoloog/ingenieur werd. Ook tijdens dat studentenleven gaf hij concerten. Na de studietijd ging hij werken in de kaarsenfabriek Apollo in Schiedam en even later bij een suikerfabriek in Maagdenburg. Pas daar begon het kunstenaarsleven definitief te trekken en hij besloot lessen te nemen bij Franz Liszt in Weimar. Vervolgens kreeg hij nog een muziekopleiding aan de Hochschule in Berlijn bij Oscar Raif (piano) en Friedrich Kiel (contrapunt). Hij ging werken in Zwolle om er dirigent te worden van een aantal koren en hij probeerde een cyclus van de pianosonates van Beethoven uit te voeren (waarin hij later slaagde). In 1889 was hij in Den Haag, alwaar hij zijn pianoconcert schreef. Vanaf 1892 was hij directeur (tot 1919 en werd toen tot erelid benoemd), pianoleraar (tot 1925) en orkestklas van de muziekschool in Leiden; hij zou van 1893 tot 1925 in die stad wonen. Hij maakte onder meer concertreizen naar Berlijn, Leipzig, Parijs en Londen.
In de periode 1889 tot en met 1912 was Van Groningen zevenmaal te gast bij het Concertgebouworkest, waarbij hij driemaal zijn eigen Tweede pianoconcert in d mineur mocht voordragen, tweemaal onder leiding van Willem Kes en eenmaal onder leiding van Evert Cornelis. Van zijn hand verscheen in 1894 bovendien Korte schets van de techniek van het klavierspel.
Werken:
- opus 2: Zes bagatellen voor piano (bij Ansingh & Co, 1885)
- opus 3: Trois morceaux pour piano
- opus 4: Drie impromptus
- opus 5: Humoresque, Hommage aux Ingéniants Français (voor quatre mains)
- opus 6: Trois morceaux pour piano
- opus 7: Duo pour violon et violoncelle avec piano
- opus 8: Trois compositions pour piano
- opsu 9: Quatre compositions pour piano
- opus 10: Pianokwartet in F majeur
- opus 11: Suite in G majeur voor twee pianio’s
- Neun Phantasiestücke für Klavier (bij Alsbach, 1890)
- Een (vermoedelijk niet uitgegeven) bundel met liederen, geschreven voor zijn vrouw Jen de nachtegaal (Jenny Margaretha van Koningsveld)

- Gemeinsame Normdatei: 1100065784
- International Standard Name Identifier: 0000 0003 9393 5755
- Nederlandse Thesaurus van Auteursnamen: 156866323
- Virtual International Authority File: 288285443
- WorldCat: E39PBJyRtQc6MxxPfqkfd68Hmd